# Nihali
Nihali är ett isolatspråk med cirka 2,000 talare i delstaterna Madhya Pradesh och Maharashtra i Indien. Det finns cirka 5,000 etniska nihalier. Språket har många lånord från indoariska språk, dravidiska språk och mundaspråk.
År 1962 blev Kuiper den förste att föreslå att Nihali inte är besläktat med något annat indiskt språk. Dock utgör lånord cirka 60-70% av vokabulären. 
Nihalierna har traditionellt levt i djungeln och har då varit fruktade eftersom de levde av plundring.